# إحصاءات المتاجرة في الخدمات
إحصاءات المتاجرة في الخدمات هي حصاءات اقتصادية تحتوي على تفاصيل تجارة الخدمات على المستوى الدولي. وحظيت بقدر كبير من الاهتمام مع حلول مفاوضات الخدمات التي جرت في إطار جولة أوروغواي، التي باتت جزءًا من الاتفاقية العامة بشأن تجارة الخدمات، التي تُعد إحدى الركائز الرئيسية لاتفاقية التجارة الخاصة بـ منظمة التجارة العالمية (WTO)، التي تُسمى أيضًا «اتفاقية منظمة التجارة العالمية».
وتتألف أنماط التوريد الأربعة الخاصة بالاتفاقية العامة بشأن تجارة الخدمات (GATS) من:
- النمط 1 التجارة عبر الحدود، التي تُعرف بأنها تقديم الخدمة من أراضي بلد ما إلى أراضي بلد آخر؛
- النمط 2 الاستهلاك في الخارج - يشمل هذا النمط توريد خدمة ما خاصة بأحد البلدان إلى مستهلك الخدمة التابع لبلد آخر؛
- النمط 3 التواجد التجاري - يغطي هذا النمط الخدمات المقدمة من قِبل أحد موردي الخدمة التابع لبلد ما والمقيم على أراضي أي بلد آخر، على سبيل المثال الاستثمار الأجنبي المباشر الذي يقوم به أحد مقدمي الخدمة؛
- النمط 4 وجود أشخاص طبيعيين - يغطي هذا النمط الخدمات المقدمة من قِبل أحد موردي الخدمات التابع لبلد ما من خلال تواجد أشخاص طبيعيين على أراضي اقتصاد آخر.

تتألف الإحصاءات المتوافقة مع أنماط التوريد الأربعة الخاصة :بالاتفاقية العامة بشأن تجارة الخدمات من بيانات كمية تتناول:
- تجارة الخدمات، التي تُعرف بأنها تقديم خدمة ما من أراضي بلد ما إلى أراضي بلد آخر، قد لا تنطبق حالات محددة وفقًا لأنماط التوريد الأربعة الخاصة بالاتفاقية العامة بشأن تجارة الخدمات، على سبيل المثال، هذا يتوقف على القرارات التي يتخذها كل بلد؛
- الاستثمار الأجنبي المباشر (FDI) الاستثمار الأجنبي عبر الحدود وفقًا للمبادئ التوجيهية لصندوق النقد الدولي. المتوافقة تقريبًا مع النمط 3
- الإحصاءات التجارية للشركات التابعة الأجنبية (FATS) هي إحصاءات أو بيانات شركات تحتوي على تفاصيل المؤسسات القائمة على الاستثمار الأجنبي المباشر، بما في ذلك المبيعات والنفقات والأرباح والقيمة المضافة والتجارة البينية بين الشركات والصادرات والواردات؛ المتوافقة تقريبًا مع النمط 3

والإحصاءات التي تحتوي على تفاصيل تجارة الخدمات التي تحدث في إطار الاتفاقية العامة بشأن تجار الخدمات لا تزال قيد التطوير في معظم البلدان. فمعظم الدول ليست لديها معلومات تحتوي على تفاصيل العملية التجارية وفقًا لأنماط التوريد الأربعة الخاصة بالاتفاقية العامة بشأن تجارة الخدمات، الأمر الذي يجعل المفاوضات التجارية في هذا المجال صعبة، لا سيما بالنسبة للدول النامية الأعضاء في منظمة التجارة العالمية. ويقدم مكتب التحليل الاقتصادي الأمريكي إحصاءات وفيرة في هذا المجال، لكن هذه الإحصاءات لا تتناول أنماط التوريد الأربعة الخاص بالاتفاقية العامة بشأن تجارة الخدمات مباشرة، بل تتناول فقط الخدمات عبر الحدود، بتعريفها العام، والإحصاءات المتعلقة بالاستثمار الأجنبي المباشر. يتم تجميع الإحصاءات التجارية للشركات التابعة الأجنبية من قِبل مكتب التحليل الاقتصادي الأمريكي وغيره الكثير من بلدان منظمة التعاون والتنمية الاقتصادية.

## دليل الأمم المتحدة بشأن إحصاءات الخدمات
- دليل الأمم المتحدة بشأن إحصاءات التجارة الدولية في الخدمات (من الموقع الإلكتروني UN)

## قواعد بيانات إحصائية
- OECD statistics on trade in services database
- OECD statistics on value added and employment
- Eurostat database: Industry, Trade and Services
- US BEA page on international economic accounts
- JETRO database for FDI and trade in goods and services
- UNCTAD FDI/TNC database
- UNCTAD World Investment Directory online
- ITC/UNCTAD/WTO Trade Map: Bilateral trade statistics and custom tariff by country and product
- ITC/UNCTAD Investment Map: Foreign direct investment together with foreign affiliates, international trade and tariffs
- ITC: trade in services statistics by country and service